# Sofielundsvägen

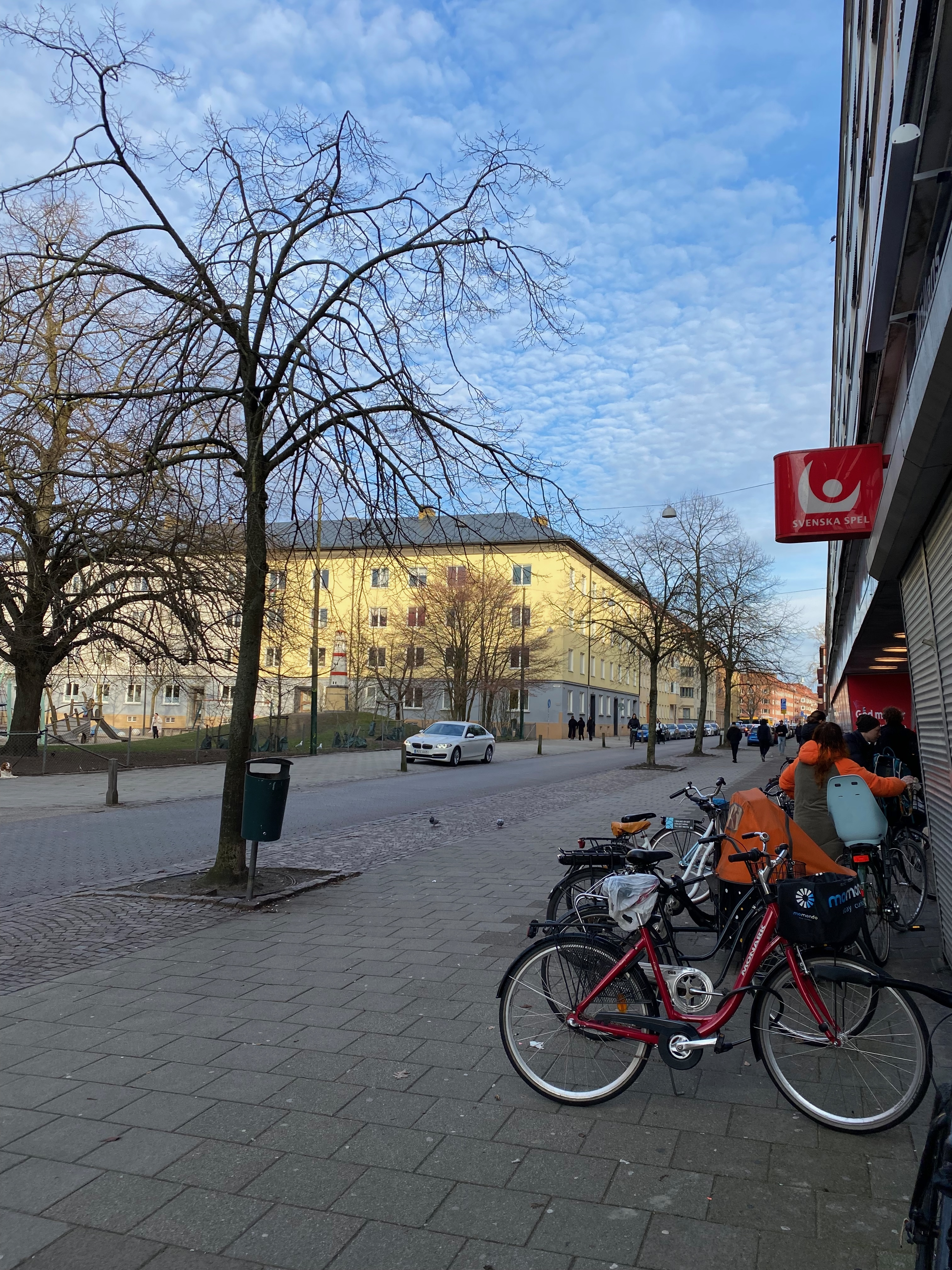
Sofielundsvägen i korsningen med Bangatan

Sofielundsvägen är en gata som sträcker sig från Bergsgatan till Lantmannagatan i Malmö.
Gatan var under 1800-talet en landsväg som sträckte sig från Södra Förstadsgatan till den 1795 uppförda Sofielundsgården. Den västligaste delen, väster om Bergsgatan, utgick troligen 1904. I samband med inkorporeringen av Västra Skrävlinge landskommun 1911 införlivades den tidigare Sofielundsgatan i Sofielunds municipalsamhälle, vilken förlängdes 1932. Genom stadsplan 1242, fastställd 1976, blev gatan i praktiken uppdelad i två delar genom att den östra delen avstängdes vid Nobelvägen. Sofielundsvägens sträckning mellan Bergsgatan och Nobelvägen utgjorde fram till 1981 gräns mellan stadsdelarna Möllevången och Södervärn.